# Рубежовка
Рубежовка (укр. Рубежівка) — село на Украине, находится в Народичском районе Житомирской области.
Код КОАТУУ — 1823782402. Население по переписи 2001 года составляет 89 человек. Почтовый индекс — 11453. Телефонный код — 4140. Занимает площадь 0,874 км².

## Адрес местного совета
11453, Житомирская область, Народичский р-н, с. Гуто-Марьятин